# Submit
Submit è il secondo album in studio del gruppo musicale Illdisposed, pubblicato nel 1995 dalla Progress Records.

## Tracce
1. Purity of Sadness – 4:39
2. A Frame of Mind – 4:27
3. Vesuvio – 1:36
4. The Hidden Ache – 5:04
5. Memories Expanded – 6:09
6. Slow Death Factory – 4:33
7. Submit – 3:37
8. Flogging a Dead Horse – 2:48
9. Die Kingdom – 5:12

## Formazione
- Bo Sommer - voce
- Lasse D. R. Bak - chitarra
- Morten Gilsted - chitarra
- Ronnie R. Bak - basso
- Rolf Rognvard-Hansen - batteria